# 여주 신접리 고인돌
여주 신접리 고인돌은 대한민국 경기도 여주시 천송동에 있다. 1996년 1월 11일 여주시의 향토유적 제14호로 지정되었다.

## 개요
북내면 신접리 56-1번지에 위치하는 이곳은 접줄마을의 입구이다. 탁자식인 이 고인돌은 2003년 6월 세종대학교 박물관에서 발굴조사를 실시하였다. 조사를 실시하기 전의 모습을 보면, 덮개돌과 양쪽에 굄돌이 있었으며 부분적으로 파괴가 많이 된 상태였다. 즉 고인돌의 서쪽 굄돌이 무덤방의 안쪽으로 쓰러지면서 덮개돌이 20°쯤 기울어진 모습이었다.
현재 신륵사 앞에 조성된 공원에 이전 전시되어 있다.

## 갤러리

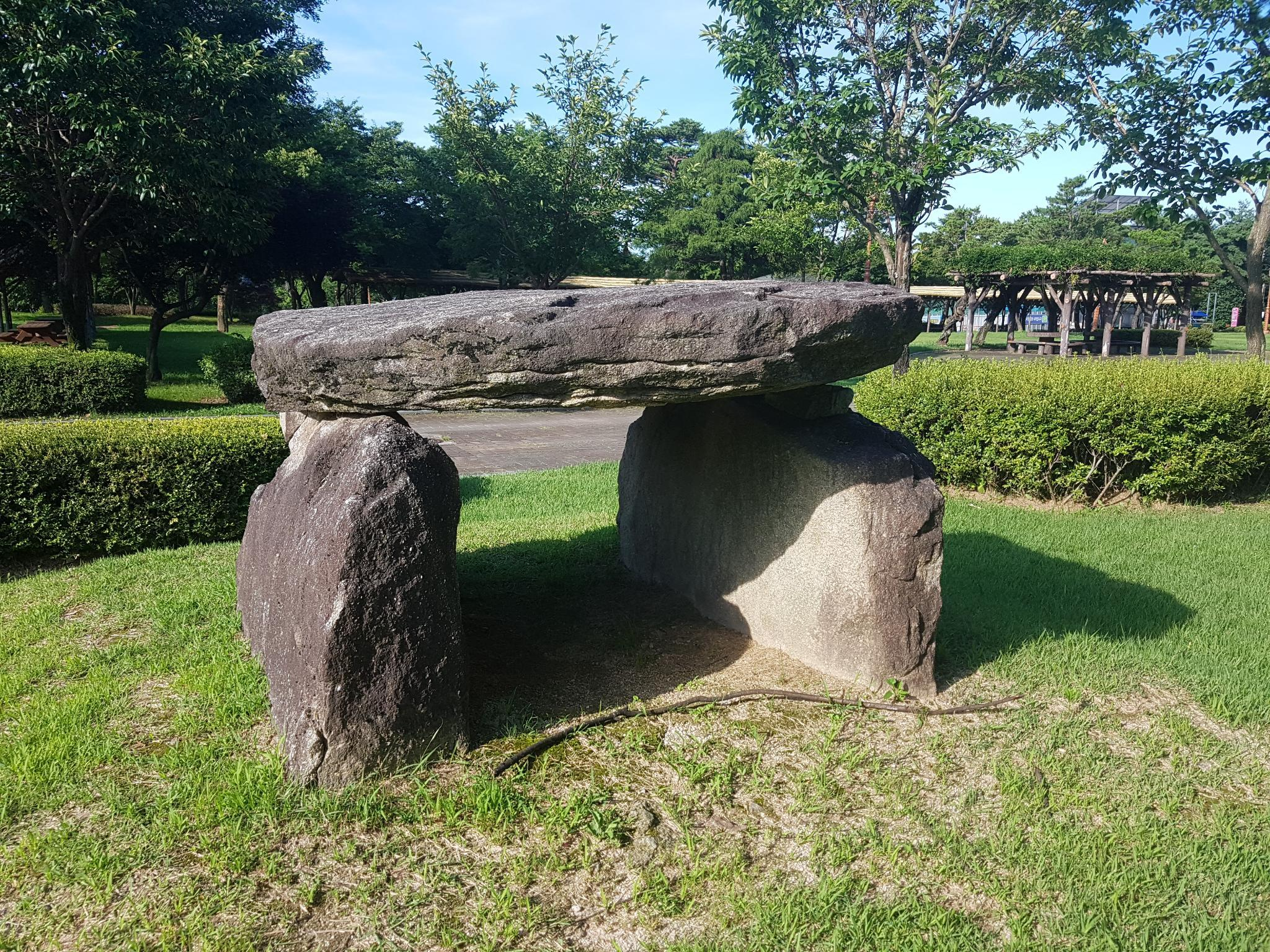
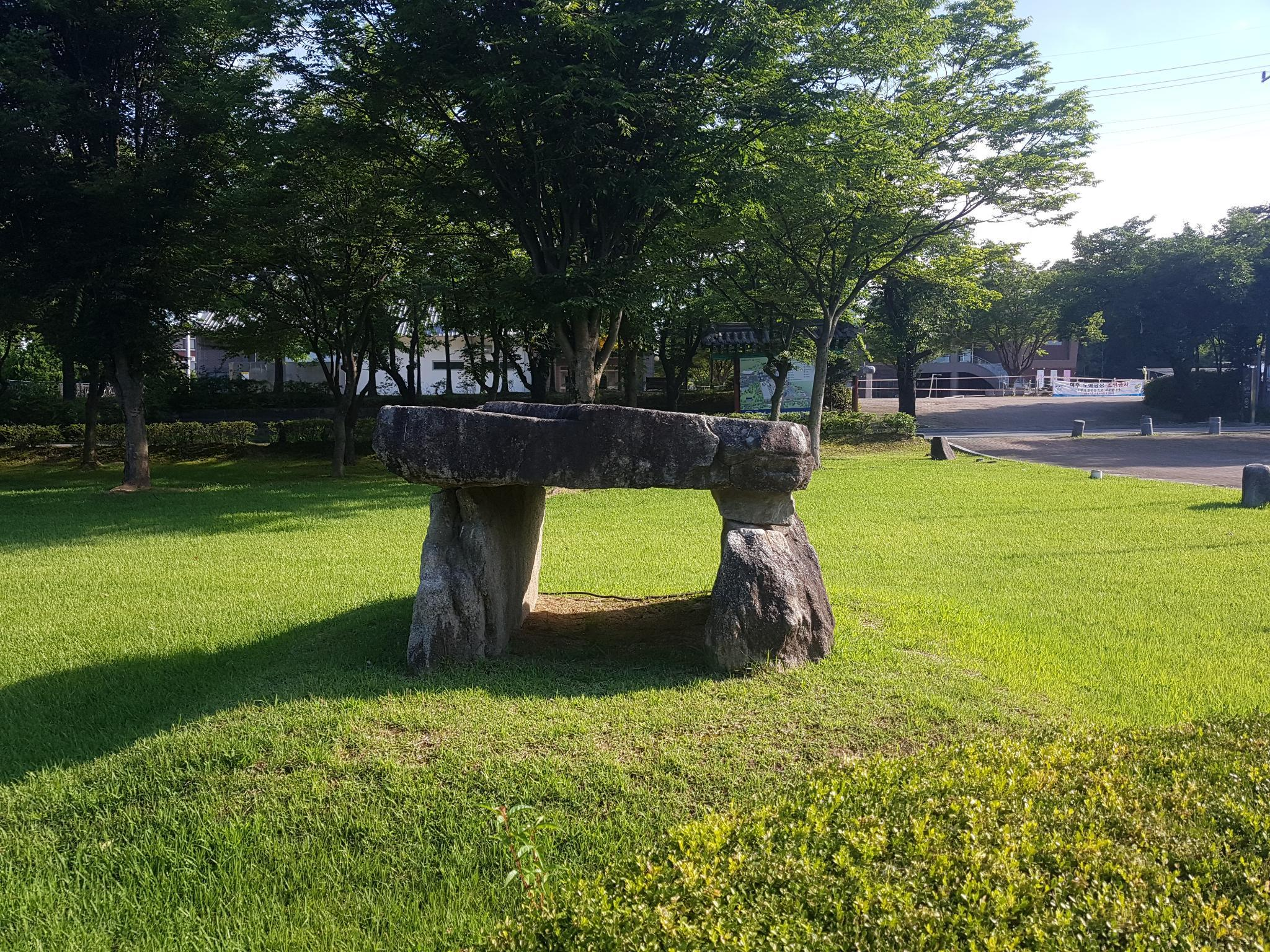
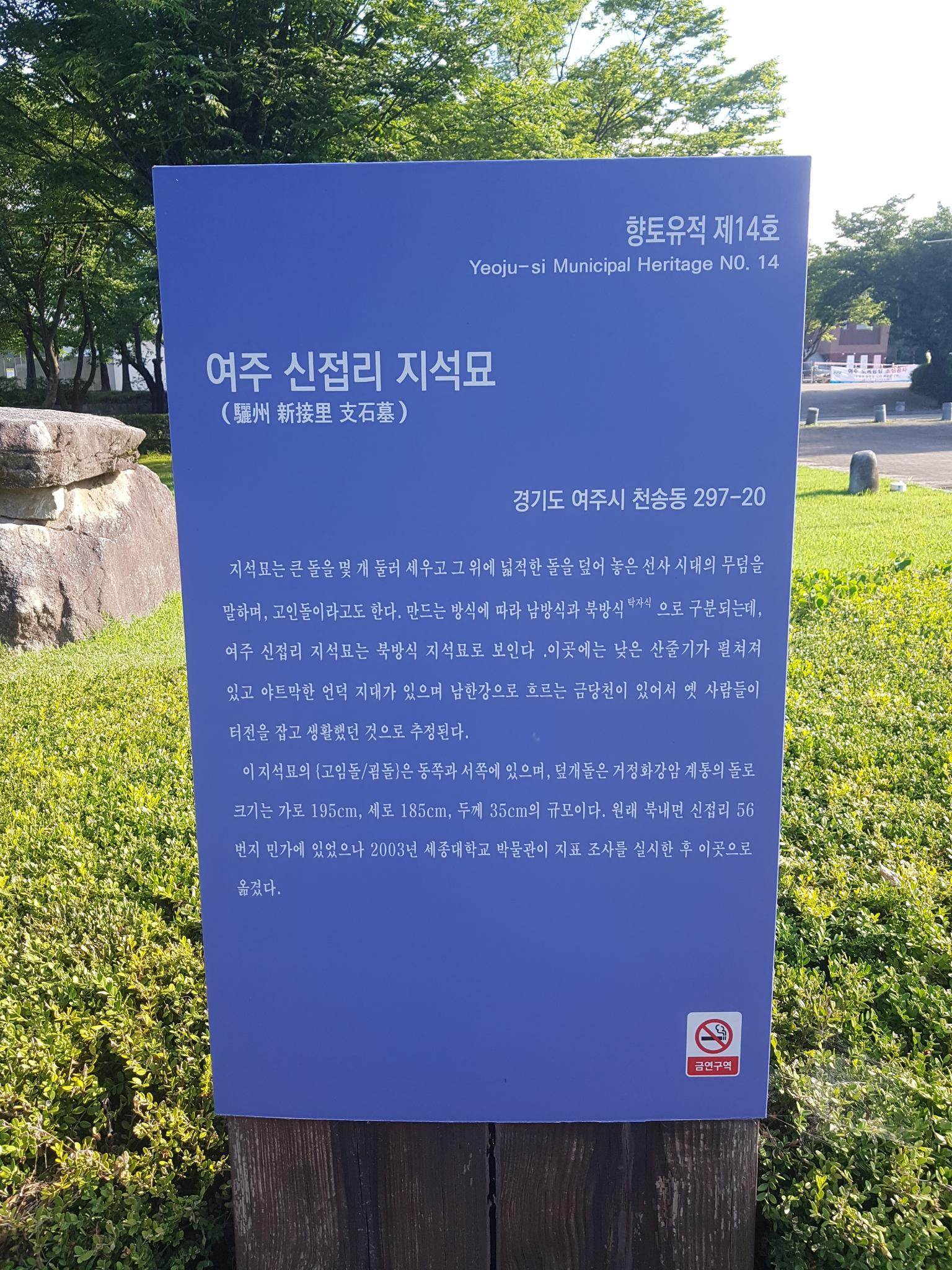